# Gonzalo Pieres
Gonzalo Pieres (Jun) (* 17. Dezember 1982 in Buenos Aires) ist ein argentinischer Profi-Polospieler mit Handicap 10. Ende 2009 erreichte er Platz 1 in der Weltrangliste. 2017 stand er auf Platz 6.

## Leben
Gonzalo Pieres, auch Gonza oder Gonzalito gerufen, ist der älteste Sohn der Pololegende Gonzalo (Sen) und seiner Frau Cecilia Rodríguez Piola. Seine Geschwister sind Facundo, ebenfalls ein professioneller Polospieler, Tatiana Pieres (Ehefrau von Mariano Aguerre), Nicolas Pieres und Cecilia Pieres. Er ist verheiratet mit Maria Rapetti und lebt in Pilar (Provinz Buenos Aires).
Pieres spielte zum ersten Mal 1999 bei den Argentine Open mit und hat seitdem jedes Jahr teilgenommen. 2005 und 2007 wurde sein Team Ellerstina nur knapp durch La Dolfina geschlagen, beide Male durch ein sogenanntes Goldenes Tor in der Verlängerung. 2008 besiegte Ellerstina zum ersten Mal La Dolfina im Finale der Open, als Gonzalo in der Verlängerung das entscheidende Tor machte. Die Partie endete 13:12.
2009 war bislang sein in sportlicher Hinsicht erfolgreichstes Jahr. In den USA gewann er zunächst den C.V. Whitney Cup und die US Open Championship. In Großbritannien holte er den Sieg beim Gold Cup for the British Open und in Spanien den Sotogrande Gold Cup. Bei einem Freundschaftsspiel in Deauville am 1. August 2009 (La Revanche – Wiederholung des Finales der Argentinischen Open 2008) gelang es ihm, mit Ellerstina erneut La Dolfina zu besiegen. In Argentinien war er erfolgreich bei den Hurlingham Open sowie den Tortugas Open und war daher, als Ellerstina auch erneut in das Finale der Argentine Open einzog, ein Kandidat zum Gewinn der Triple Corona. Ellerstina verlor jedoch das Finale in der Verlängerung, das 17:16 für La Dolfina endete.
Außer für Ellerstina spielt er für die Teams Audi, Loro Piana, Outback, Ellerston und Black Watch. Außerhalb Argentiniens hat er bislang Turniere in Palm Beach (USA), Sotogrande (Spanien), Deauville (Frankreich) und England gewonnen.